# Stage Fright (película)
Stage Fright (en España y en México, Pánico en la escena; en Argentina, Desesperación) es una película británica de 1950 dirigida por Alfred Hitchcock y con Marlene Dietrich, Jane Wyman y Michael Wilding en los papeles principales. El guion, de Whitfield Cook, adapta la novela corta de 1948 Man Running, del británico Selwyn Jepson (1899-1989).

## Argumento
Un hombre buscado por la policía, acusado de matar al marido de su amante, se refugia en casa de una amiga, Eve, a la que confiesa que la verdadera asesina es su amante, la actriz Charlotte Inwood. Eve decide investigar por su cuenta, pero cuando conoce al detective encargado del caso comienza a enamorarse...

## Reparto
- Marlene Dietrich - Charlotte Inwood
- Jane Wyman - Eve Gill
- Michael Wilding - Det. Insp. Wilfred 'Ordinary' Smith
- Richard Todd - Jonathan Cooper
- Alastair Sim - Comodoro Gill
- Sybil Thorndike - Mrs. Gill
- Kay Walsh - Nellie Goode
- Miles Malleson - Mr. Fortesque
- Hector MacGregor - Freddie Williams
- Patricia Hitchcock - Chubby Bannister